# Marie Brand und der Charme des Bösen
Marie Brand und der Charme des Bösen ist die zweite Episode der deutschen Krimiserie Marie Brand. Der Fernsehfilm mit Mariele Millowitsch als Kriminalhauptkommissarin Marie Brand und Hinnerk Schönemann als Kriminalhauptkommissar Jürgen Simmel wurde am 29. Dezember 2008 erstmals im ZDF ausgestrahlt.

## Handlung
Marie Brand wird nach der erfolgreichen Zusammenarbeit mit Jürgen Simmel zu seiner neuen Partnerin im Ermittlungsteam. Sie überrascht ihn mit dieser Neuigkeit, ebenso mit ihren analytischen Fähigkeiten à la Sherlock Holmes. Ihr neuer Fall führt sie in eine Tiefgarage, wo eine junge Frau durch eine Autobombe zu Tode kam. Wie sich herausstellt, galt der Anschlag sehr wahrscheinlich Dr. Tilmann, einem angesehenen Anwalt, der rigoros Arbeitgeberinteressen vertritt und dabei auch für Massenentlassungen verantwortlich ist. Selbst theoretisch unkündbare Angestellte hat er mit dubiosen Methoden zur Kündigung gezwungen. Somit dürfte er viele Feinde haben, was die große Zahl an Drohbriefen zeigt, die Dr. Tilmann im Laufe der Zeit erhalten hat.
Als erster Verdächtiger wird Finke ermittelt, den Brand und Simmel aufsuchen. Seine Frau wurde so lange von Dr. Tilmann schikaniert, bis sie so krank wurde, dass sie am Ende sogar Selbstmord beging. Nachdem Finke den Anschlag zugibt und dabei auch Marie und ihren Kollegen Simmel bedroht, begeht er Selbstmord. Für Simmel und Dr. Gustav Engler scheint der Fall gelöst, was Marie nicht so sieht. Ihre Beobachtungen und Schlussfolgerungen lassen sie daran zweifeln, dass Dr. Tilmann dem Anschlag per Zufall entging. Ihrer Ansicht nach wusste er, dass eine Bombe in seinem Auto installiert war. Das bedeutet, dass er seine Sekretärin Gloria bewusst in den Tod geschickt hat, als sie seinen Wagen zur Inspektion bringen sollte.
Die Kommissare stoßen bei ihren Ermittlungen auf den Privatdetektiv Hans Mauthes. Von ihm erfahren sie, dass er Finke in Dr. Tilmanns Auftrag beschattet hatte. Somit könnte er von ihm erfahren haben, dass Finke die Autobombe installiert hatte. Marie sucht Dr. Tilmann auf und stellt fest, dass er ähnlich analytisch begabt ist wie sie. Unumwunden lässt sie ihn spüren, dass sie ihn für einen Mörder hält. Als sich kurz nach ihrem Gespräch Mauthes umbringt, ist Marie klar, dass Dr. Tilmann auch ihn in den Tod getrieben hat.
Vom Freund des Opfers erfahren die Kommissare, dass Gloria ihrem Chef zu einem sehr ungewöhnlichen und teuren Seminar verholfen hat. Um herauszufinden, was dort stattfindet und ob Gloria möglicherweise wegen ihres Wissens darum sterben musste, begeben sich Brand und Simmel zum Veranstaltungsort. Dort werden sie Zeugen des Vortrags von Dr. Tilmann, bei dem er den Teilnehmern seine Erkenntnisse und Strategien zur Kündigung unliebsamer Mitarbeiter weitergibt. So wie er es auch in seinem gerade erschienenen Buch geschrieben hat, wonach es die Kunst des Krieges wäre, dafür zu sorgen, dass sich die Gegner gegenseitig vernichten. Marie Brand und Jürgen Simmel werden von den Sicherheitsbeamten gestellt. In der Folge erleidet Simmel einen Knochenbruch und Marie gerät bei ihrem Chef in Misskredit. Sie wird vom Dienst suspendiert und auch ihr Mann erhält eine anonyme Anzeige, was die Fortführung seiner Zoohandlung in Gefahr bringt.
Marie beschließt, Dr. Tilmann mit seinen eigenen Waffen zu schlagen, und geht in die Offensive. Sie begibt sich zu ihm und konfrontiert ihn mit ihren Rückschlüssen, wonach Gloria Schuldgefühle hatte, da sie mitbekommen hatte, dass der Detektiv Mauthes in Dr. Tilmanns Auftrag Frau Finke umgebracht hatte. Es gelingt ihr, Dr. Tilmann zu verunsichern und nach einem Brief zu suchen, den es gar nicht gibt, und ihn so zu einem unfreiwilligen Geständnis zu bewegen. Da Simmel alles heimlich mithört, haben sie einen Beweis und können Dr. Tilmann als überführt festnehmen, woraufhin Marie Brand ihren Dienst offiziell wieder aufnehmen darf.

## Hintergrund
Die Folge wurde 2008 von der Eyeworks Germany GmbH, Köln, produziert und in Köln und Umgebung gedreht. In der Produktionsphase lautete der Arbeitstitel „Marie kann zaubern“.

## Rezeption

### Einschaltquoten
Der Fernsehfilm Marie Brand und der Charme des Bösen erreichte bei seiner Erstausstrahlung im ZDF am 29. Dezember 2008 durchschnittlich 6,32 Millionen Zuschauer, was 19,3 Prozent des Marktanteils in Deutschland entsprach.

### Kritiken
Rainer Tittelbach von tittelbach.tv urteilt zu diesem Krimi: „Dass hier ein Duo zusammenwächst, das launig und ernsthaft zugleich die Fälle löst und den Zuschauer nicht langweilt mit abgedroschenen Buddy-Maschen, wurde schon im Auftaktkrimi deutlich. Im zweiten Fall nun konzentrierte sich Grimme-Preisträger Alexander Adolph mehr auf Story und sozialkritische Zwischentöne. ‚Marie Brand und der Charme des Bösen‘ entwickelte sich zu einem Duell zwischen der Kommissarin und einem radikalen Arbeitgeberanwalt, der in seinem Allmachtsgefühl vor kriminellen Methoden nicht zurückschreckt. Ein spannender Zweikampf, nicht zuletzt auch wegen Harald Krassnitzer, der seinen bösen Buben aufreizend selbstbewusst gab. Eine neue Farbe, ein überzeugender Film. “
Die Kritiker der Fernsehzeitschrift TV Spielfilm meinen, diese neue Marie-Brand-Reihe biete den „Charme witziger Dialoge.“
Tilmann P. Gangloff lobt den Krimi bei Kino.de und schreibt: „‚Marie Brand und der Charme des Bösen‘ ist sogar noch besser als der Auftakt. Millowitsch und Schönemann wirken nicht nur eingespielter, die Figuren vertiefen auf geradezu liebevolle Weise ihre typischen Eigenschaften.“
Philipp Stendebach bei Quotenmeter.de meint dagegen recht nüchtern: „Leider mangelt es der Produktion im Nachhinein an dramaturgischer Spannung und der 90-Minüter leidet an der schauspielerischen Darstellung von Mariele Millowitsch. Schön inszeniert ist der Anfang […], [doch] der Krimi bleibt bis zum Ende nur mäßig spannend und die große Enthüllung kommt – verglichen mit der Vorgeschichte – zu spät und plötzlich.“